# آمی کاوایی
آمی کاوایی (انگلیسی: Ami Kawai؛ زادهٔ ۱۵ دسامبر ۱۹۶۷) یک هنرپیشه اهل ژاپن است. 